# Тер-Мінасян Маргарита Єрвандівна
Маргари́та Єрва́ндівна Тер-Мінася́н (вірм. Մարգարիտ  Տեր-Մինասյան; 6 червня 1910, Лейпциг, Німеччина — 9 квітня 1995, Санкт-Петербург, Росія) — одна з найвідоміших радянських та російських ентомологів, спеціаліст із жуків надродини довгоносикоподібних та зернівок. Доктор біологічних наук (1944), професор (1949).

## Біографія
Народилася у вірменській родині у Німеччині, де її батько, російський підданий, навчався у Лейпцизькому університеті. 

Закінчила середню школу в Ечміадзині і біологічне відділення педагогічного факультету Єреванського університету. 

У 1932 році поступила до аспірантури Зоологічного інституту Академії Наук СРСР. В 1935 році захистила кандидатську дисертацію, присвячену степовій та напівпустельній фауні жуків-довгоносиків Вірменії та Нахічевані і стала старшим науковим співробітником Зоологічного інституту.

В 1938 році разом з чоловіком переїхала до Єревану. Після заснування Академії наук Вірменської РСР (1943) очолила Зоологічний інститут в системі цієї академії. Одночасно М. Є. Тер-Мінасян декілька років викладала зоологію безхребетних та зоогеографію на біологічному факультеті Єреванського державного університету. У 1944 році вона захистила докторськую дисертацію, присвячену жукам-трубкокрутам. 

У 1950 році Маргарита Єрвандівна повернулася до Ленінграду, де понад 40 років працювала у Зоологічному інституті в лабораторії систематики комах — старшим науковим співробітником, згодом — старшим науковим співробітником-консультантом. Після виходу на пенсію у 1986 році вона активно і плідно працювала на громадських засадах до кінця життя і померла 9 квітня 1995 року.

### Родина
- Батько — Єрванд Галустович Тер-Мінасян (1879—1974), східнознавець та вірменознавець, відомий працями у галузі історії, філософії, філології, історії релігії та церков, перекладач[7].
- Мати — Сірануш Мкртичівна Тер-Мінасян, уроджена Іоаннісіан (1881—1958), учитель російської мови, сестра вірменського поета-класика І. М. Іоаннісіана.
- Брат — Мінас Єрвандович Тер-Мінасян (1911—1988).
- Брат — Левон Єрвандович Тер-Мінасян (1918—2001).
- Сестра — Лілі Єрвандівна Туманян (Тер-Мінасян) (1921—1998).
- Чоловік — Ріхтер Андрій Андрійович (1911—1950), радянський ентомолог, знаний у царині колеоптерології, доктор біологічних наук, професор.
- Донька — Ріхтер Віра Андріївна (1936—2015) — ентомолог, доктор біологічних наук, професор.
- Донька — Ріхтер (Козінцева) Наталія Андріївна (1945—2001) — доктор філологічних наук.

## Наукова діяльність
М. Є. Тер-Мінасян — фахівець світового рівня з систематики та фауністики декількох родин твердокрилих: довгоносиків, апіонід, трубкокрутів, зернівок. Нею описані як нові для науки три роди жуків (Pseudisomerus, Afghanocleonus, Mongolocleonus), 8 підродів та понад 180 видів..
Серцевину її наукового спадку становить капітальне вивчення підродини ліксин (Lixinae), що відіграють особливо помітну роль в аридних екосистемах Євразії, а деякі види — у господарстві. Виконану нею протягом двох десятиріч таксономічну розробку роду Stephanocleonus (понад 100 видів) професор Л. В. Арнольді назвав науковим подвигом за складність, обсяг та важливість роботи. У 1933 році вона досліджувала жуків у заповіднику Асканія-Нова.
Протягом багатьох років вона разом з учнями формувала у лабораторії наукову колекцію довгоносикоподібних жуків, яка стала однією з найбагатших у світі.
Під керівництвом М. Є. Тер-Мінасян підготовлено декілька кандидатських дисертацій, присвячених довгоносикоподібним жукам різних регіонів СРСР — Північно-Східної Азії (Б. О. Коротяєв), Далекого Сходу (А. Б. Єгоров), Ростовської області та Калмикії (Ю. Г. Арзанов), Грузії (А. О. Чолокава), Південного Таджикистану (Х. А. Насреддінов). Завдячуючи її щирій допомозі вдалося виконати цикл робіт з вивчення ліксин України. Серед її учнів — професор Е. Е. Барріос (Hector E. Barrios Velazco, Panama).
М. Є. Тер-Мінасян — автор понад 170 наукових публікацій, серед яких шість монографій. Вона підготувала до друку рукописи вчених, що пішли з життя дочасно — Ф. К. Лук'яновича, якого не стало під час блокади Ленінграду, та свого чоловіка А. А. Ріхтера, який помер від лейкемії.
Вона приділяла увагу також і суто прикладним аспектам ентомології. М. Є. Тер-Мінасян написала чималі розділи в колективних монографіях «Вредители леса» (1955) та «Насекомые и клещи — вредители сельскохозяйственных культур» (1974), а також низку статей до «Великої радянської енциклопедії».
Маргарита Ервандівна входила до складу Ради та Президії Всесоюзного ентомологічного товариства (ВЕТ), спеціалізованої ради з захисту докторських дисертацій при Зоологічному інституті. Чималу роботу виконувала як член редакційно-видавничої ради ЗІН та редколегії видань «Фауна СРСР», «Визначники по фауні СРСР», журналу «Энтомологическое обозрение». Вона очолювала науковий семінар лабораторії систематики комах, брала активну участь у підготовці й проведенні з'їздів ВЕТ, XIII Міжнародного ентомологічного конгресу (1967).
За заслуги у розвиткові науки М. Є. Тер-Мінасян нагороджено орденом Знак Пошани (1975) та орденом Дружби народів (1985).
 «Маргарита Єрвандівна Тер-Мінасян — сама мудрість: так соковито й розумно, інколи категорично, але завжди вірно, мені здається, ніхто на вчених радах та інститутських зборах не виступав. Бездоганно вірна літературна мова із ледь відчутним вірменським акцентом надавала її виступам особливої привабливості. Після неї на цю саму тему навіть і казати щось не мало сенсу». 

Софія Давидівна Степаньянц, кандидат біологічних наук, Зоологічний інститут РАН
.
 «…усі, кому довелося звертатися до неї за допомогою, консультаціями або порадою, назавжди підпадали під її чарівність і вважали її своєю доброю й мудрою наставницею… 
 За 84 роки М. Є. Тер-Мінасян знала й бачила чимало горя и страждань і навчилася переносити їх і співчувати іншим. Мужність і почуття гумору у неї були чоловічими… 
 Небагато хто ризикував сперечатися з нею всерйоз, розум і мову Маргарита Єрвандівна мала однаково гострі, и битих нею у суперечках було чимало. При цьому кожне слово вона зважувала і завжди думала про те, щоби не образити співрозмовника… 
 Дуже важливим Маргарита Єрвандівна вважала розуміння того, що наука є частиною культури, і головне у ній — не забезпечення конкретних практичних потреб, а формування загальної картини світу. Вона сама була помітною часткою російської культури… 
 Душевні якості в людях вона цінувала дуже високо й сама вона являла собою неабиякий сплав мужності й сумнівів, відповідальності й скептицизму».

Борис Олександрович Коротяєв, провідний науковий співробітник  Зоологічного інституту РАН 
.

## Основні наукові праці
- Тер-Минасян М. Е. Определитель жуков-долгоносиков (Curculionidae) Армении. Ереван: Изд-во АН Арм ССР, 1946. — 162 с. (Зоол. сб. Зоол. ин-та АН Арм ССР, вип. 6).
- Тер-Минасян М. Е. Долгоносики-трубковерты (Attelabidae). // Фауна СССР. Насекомые жесткокрылые. Т.27. Вып.2. М.-Л.: Изд-во АН СССР, 1950. 231 с.
- Лукьянович Ф. К., Тер-Минасян М. Е. 1957. Жуки-зерновки (Bruchidae). // Фауна СССР. Насекомые жесткокрылые. Т. 24, вып. 1. М.-Л. Изд-во АН СССР. 208 с.
- Тер-Минасян M. E. Жуки-долгоносики подсемейства Cleoninae фауны СССР: Цветожилы и стеблееды (триба Lixini. Л.: Наука. Ленингр. отд., 1967. — 142 с. (Определители по фауне СССР, издаваемые Зоол. ин-том АН СССР, 95). (Перевидано англійською мовою у Делі, 1978).
- Егоров А. Б., Тер-Минасян М. Е. Жуки-зерновки Восточной Сибири и Дальнего Востока СССР. Определитель. Владивосток: ДВНЦ АН СССР, 1983. — 105 с.
- Тер-Минасян М. Е. Жуки-долгоносики подсемейства Cleoninae фауны СССР. Корневые долгоносики (триба Cleonini). // Определители по фауне СССР, издаваемые Зоологическим институтом АН СССР. Вып. 155. Л.: Наука, 1988. — 234 с.

## Пам'ять
- На честь М. Є. Тер-Мінасян названо понад 10 видів та 1 рід жуків (Terminasiania)[15].

- 100-річчю з дня народження М. Є. Тер-Мінасян присвячений один з випусків «Кавказского энтомологического бюллетеня» (2011, т. 7, вип. 2)[16].